# Torbjørn Sindballe
Torbjørn Sindballe (21 ottobre 1976) è un triatleta danese.

## Carriera
Si è laureato campione del mondo di triathlon long distance nel 2004 a Säter e nel 2006 a Canberra 2006
Ha vinto i campionati europei di triathlon long distance di Fredericia nel 2003.
Nel 2007 si è classificato 3º all'Ironman Hawaii.
Ha vinto diversi titoli nazionali sia di triathlon - su distanza sprint e lunga (long distance) - che di duathlon.
Si è ritirato dalle competizioni nel 2009.

## Titoli
- Campione del mondo di triathlon long distance (Élite) - 2004, 2006
- Campione europeo di triathlon long distance (Élite) - 2003
- Ironman 70.3 
  - California - 2002, 2005
  - Australia - 2006
- "Home de Ferro" Triathlon, Ibiza - 2002
- Campione nazionale danese di triathlon:
  - Distanza sprint - 2002, 2004, 2006
  - Long distance - 2004, 2006
- Campione nazionale danese di duathlon:
  - Distanza olimpica - 1999, 2001, 2002